# 20 Pułk Piechoty Obrony Krajowej
Pułk Piechoty Obrony Krajowej Stanisławów Nr 20 (niem. 20. Landwehrinfanterieregiment Stanislau lub 20 Landwehr Infanterie-Regimenter Stanislau) – pułk piechoty cesarsko-królewskiej Obrony Krajowej. 

## Historia pułku
Pułk został utworzony w 1889 roku w Stanisławowie jako niemiecki pułk Obrony Krajowej.
Okręg uzupełnień – Stanisławów, Czortków.
Kolory pułkowe: trawiasty (grasgrün), guziki srebrne z numerem „20”. W lipcu 1914 roku skład narodowościowy pułku: 72% – Rusini.
W latach 1903–1914 komenda pułku oraz wszystkie bataliony stacjonowały w Stanisławowie. II batalion w latach 1906–1908 stacjonował w Kołomyi.
W 1914 pułk wchodził w skład 86 Brygady Piechoty Obrony Krajowej w Czerniowcach należącej do 43 Dywizji Piechoty Obrony Krajowej we Lwowie, która była podporządkowana XI Korpusowi.
W czasie I wojny światowej pułk brał udział w walkach z Rosjanami w 1914 i 1915 roku w Galicji. Żołnierze pułku są pochowani m.in. na cmentarzach: Cmentarz wojenny nr 223 – Brzostek, Cmentarz wojenny nr 33 – Swoszowa.
11 kwietnia 1917 roku oddział został przemianowany na Pułk Strzelców Nr 20 (niem. Schützenregiment Nr 20).

## Żołnierze
Komendanci pułku
- płk Carl Geppert (1889–1890)
- ppłk / płk Franz Edler von Pirka (1890–1893)
- płk Eduard Fournier (1893–1894)
- ppłk Julius Labrés (1894–1899)
- ppłk / płk Friedrich Reisinger (1899–1901)
- płk Franz Szulakiewicz (1901–1906)
- płk Johann Franzel (1906–1907)
- płk Franz Waldhart (1908–1909)
- płk Norbert Lernet (1910)
- płk Emil Stramlitsch (1911–1913 → Komenda Obrony Krajowej w Grazu)
- płk Anton Kosel (1914)

Oficerowie
- ppłk Wilhelm Fryś
- ppłk rez. Stanisław Niklas
- mjr Emanuel Hohenauer de Charlenz
- por. Maciej Puchalak
- por. rez. Kornel Bogotko
- ppor. rez. Kazimierz Barancewicz
- ppor. rez. Antoni Chudzikiewicz
- ppor. rez. Wiktor Plesner
- ppor. rez. Józef Sitarz
- ppor. nieakt. Feliks Joszt

Szeregowcy
- Zygmunt Siewiński